# Гологорки
Гологорки (укр. Гологірки) — село в Золочевской городской общине Золочевского района Львовской области Украины.
Население по переписи 2001 года составляло 142 человека. Занимает площадь 0,523 км². Почтовый индекс — 80732. Телефонный код — 3265.